# Collégiale Saint-André de Grenoble

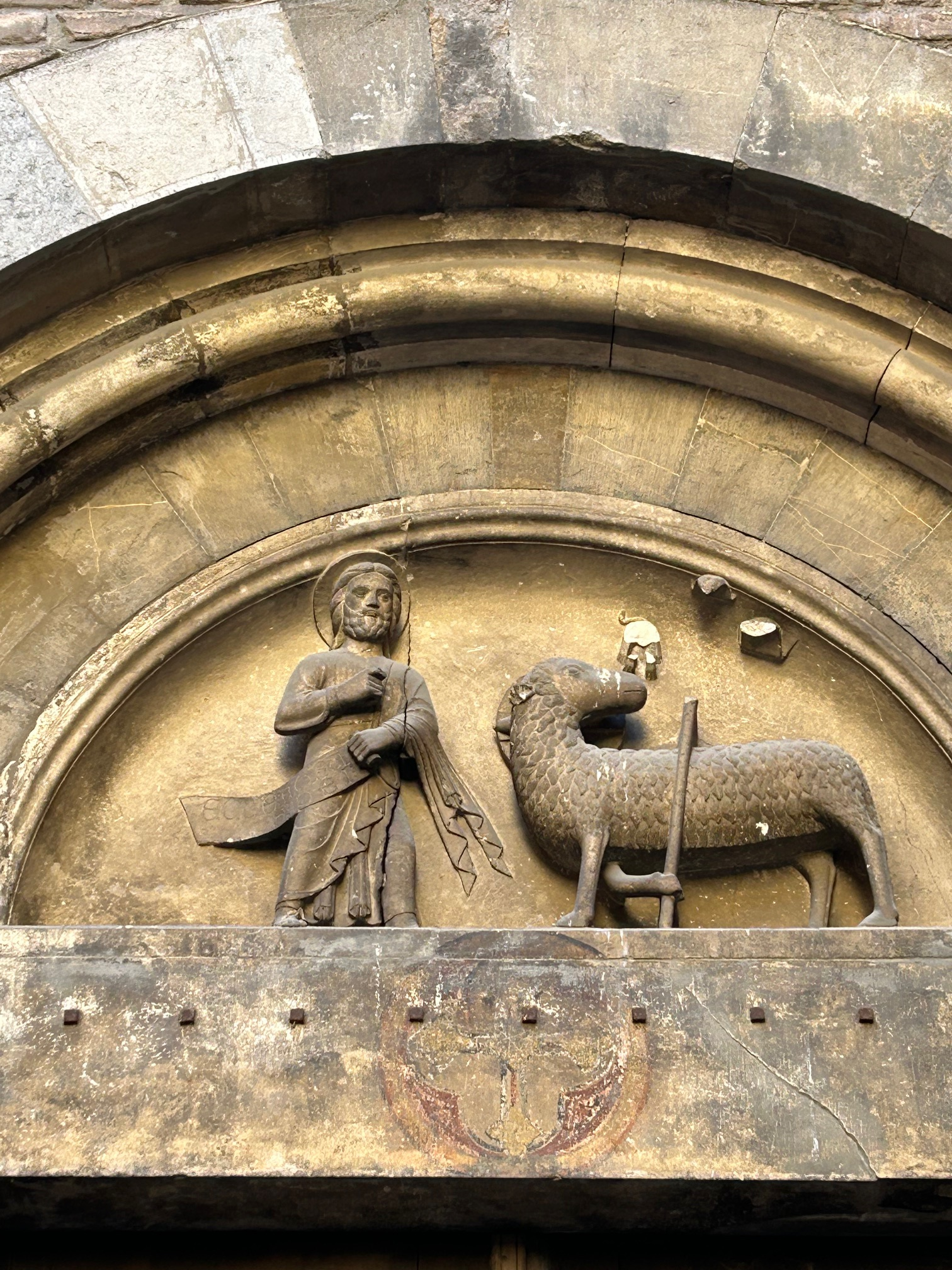
Détail portail Ouest

La collégiale Saint-André, appelée aussi église Saint-André, est une ancienne collégiale située sur la place Saint-André à Grenoble, en face de l'ancien Palais du parlement du Dauphiné.
Il s'agit de l'ancienne chapelle privée des dauphins fondée en 1228 pour abriter leur sépulture. Son édification a été assurée par les revenus des mines d'argent de Brandes-en-Oisans près de l'Alpe d'Huez. Elle est dédiée à saint André.

## Histoire

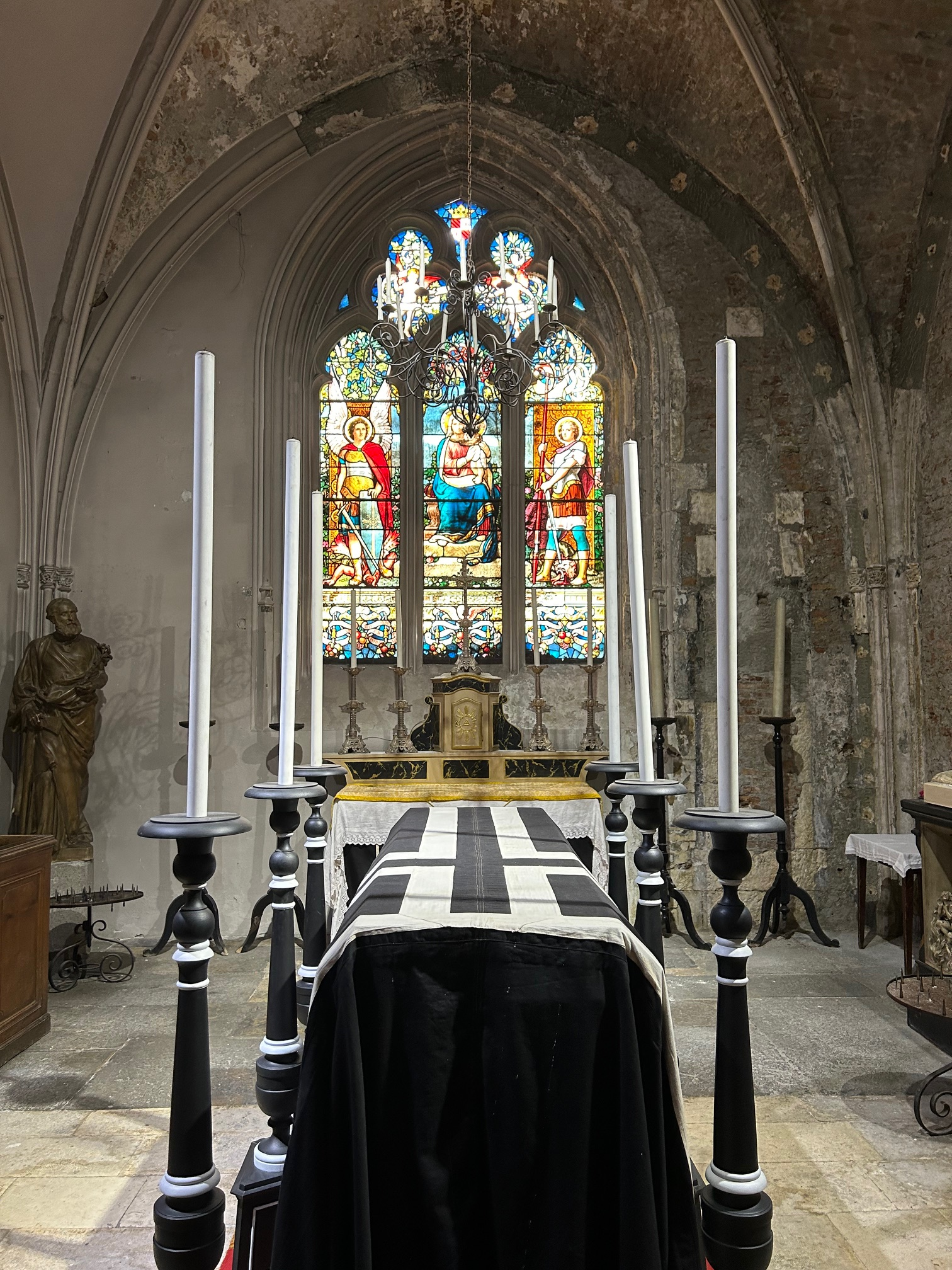
Chapelle du Suffrage

La collégiale Saint-André est un édifice d'une remarquable homogénéité fondé au XIIIe siècle par André Dauphin. La collégiale Saint-André de Grenoble avait été voulue par son fondateur comme chapelle palatine et nécropole de sa dynastie à la suite de l'inondation de Grenoble en 1219.
Le parti de nef unique, transept bas, chevet carré et clocher latéral (couronné par une belle flèche octogonale en tuf), associé à l'emploi de la brique, constitue un véritable manifeste d'une mode architecturale spécifiquement dauphinoise, des XIIIe et XIVe siècles.
Le chapitre de religieux, initialement installé sur ses terres de Champagnier en 1226, est transféré à Grenoble l'année suivante, avec l'accord de l'évêque Soffroy,. L'archevêque de Vienne, Jean de Bernin, est chargé de rédiger les statuts. Le chapitre de treize chanoines est dirigé par un prévôt,. L'église est destinée à rivaliser avec l'évêque, co-seigneur de la ville médiévale avec le dauphin. Les armoiries simples du chapitre étaient D’azur à une croix d’or en sautoir. Le sceau capitulaire représentait saint André d’argent tenant sa croix en sautoir de la main droite.
Cette église au style pur et dépouillé abrita le tombeau des dauphins, détruit en 1562 par les troupes protestantes du baron des Adrets durant les guerres de Religion.
Lieu de rencontre et parfois de tension entre le politique et le religieux, c'est le seul monument construit par les anciens souverains de la province à nous être parvenu presque intact.
Le Dauphiné ayant été acquis par les rois de France en 1349, la collégiale continua de jouer son rôle de chapelle royale. Le dauphin Louis, futur roi Louis XI, lors de sa présence en Dauphiné de 1447 à 1456, la combla de privilèges et en fit la chapelle du nouveau Parlement du Dauphiné. De plus, le 20 juin 1468, le roi Louis XI donna aux chanoines le droit de nommer à tous les canonicats et bénéfices vacants par lettres-patentes. Sous les voûtes de la collégiale se déroulèrent maints événements majeurs : prédications de saint François de Sales, conversion du duc de Lesdiguières au catholicisme, visites royales. L'église vit aussi passer le jeune Stendhal, qui habitait non loin de là.
Les chanoines furent dispersés par la Révolution en 1790, et le dernier prévôt, Jean-Pierre Gallien de Chabons, partit en exil avant de devenir, sous la Restauration, évêque d'Amiens.
Désormais simple église paroissiale, la collégiale abrite depuis le 24 août 1822, dans le transept nord, le tombeau du célèbre chevalier dauphinois Pierre Terrail de Bayard qui reposait jusqu'alors au couvent des Minimes de la plaine de Saint-Martin-d'Hères (sa statue est située sur la place Saint-André, à proximité immédiate de la collégiale). On trouve aussi, dans le transept sud des reliques de sainte Philippine Duchesne, religieuse et missionnaire du XIXe siècle originaire de Grenoble.
La cloche de l’église Saint-André sonnait le sing (du latin signum) à 10 heures tous les soirs, prévenant ainsi les habitants que les portes de la ville de Grenoble allaient se fermer, coutume qui subsiste jusqu’en 1877.

Quelques photos de l'intérieur de la Collégiale
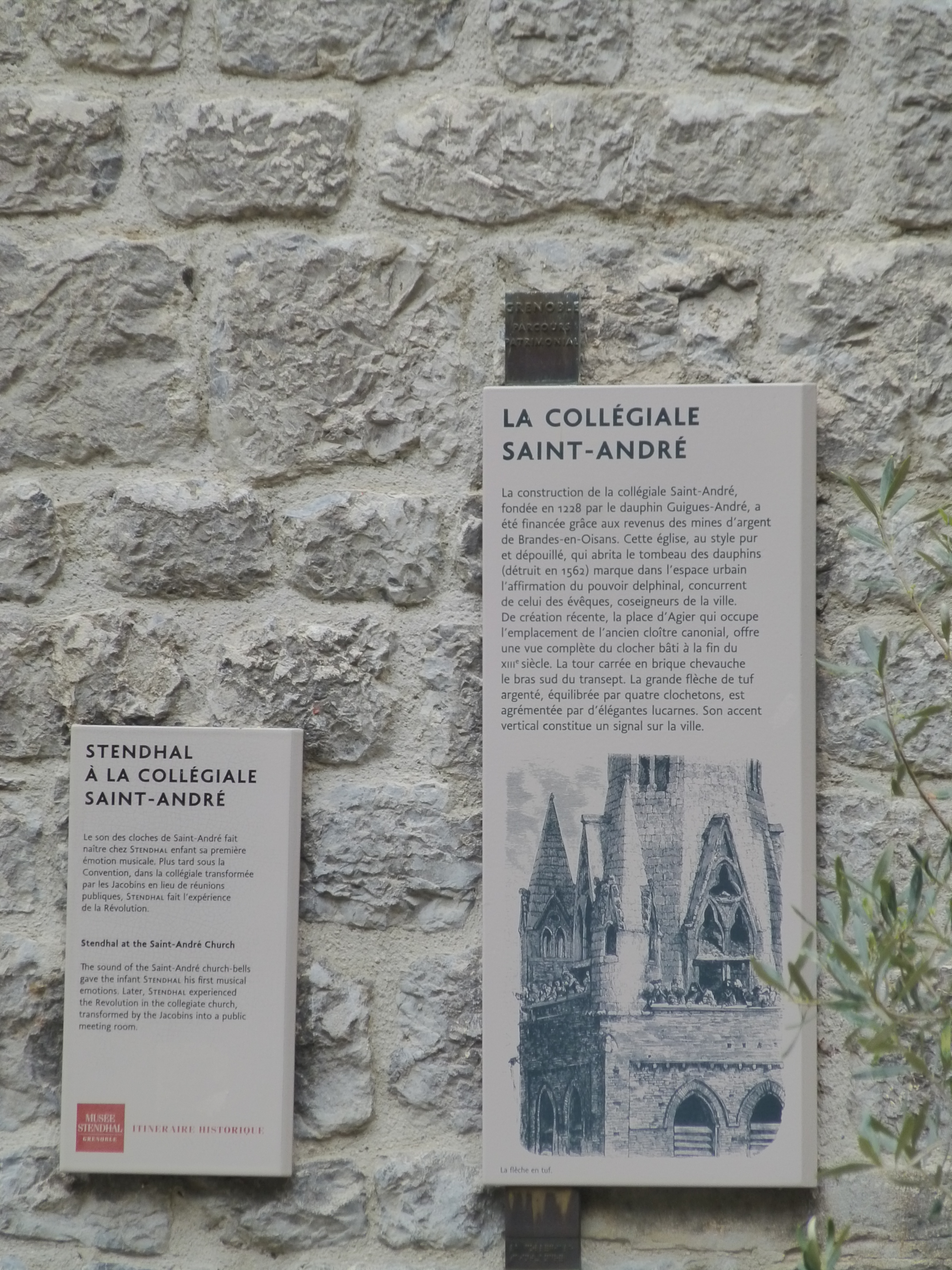
Plaques descriptives sur le mur extérieur.
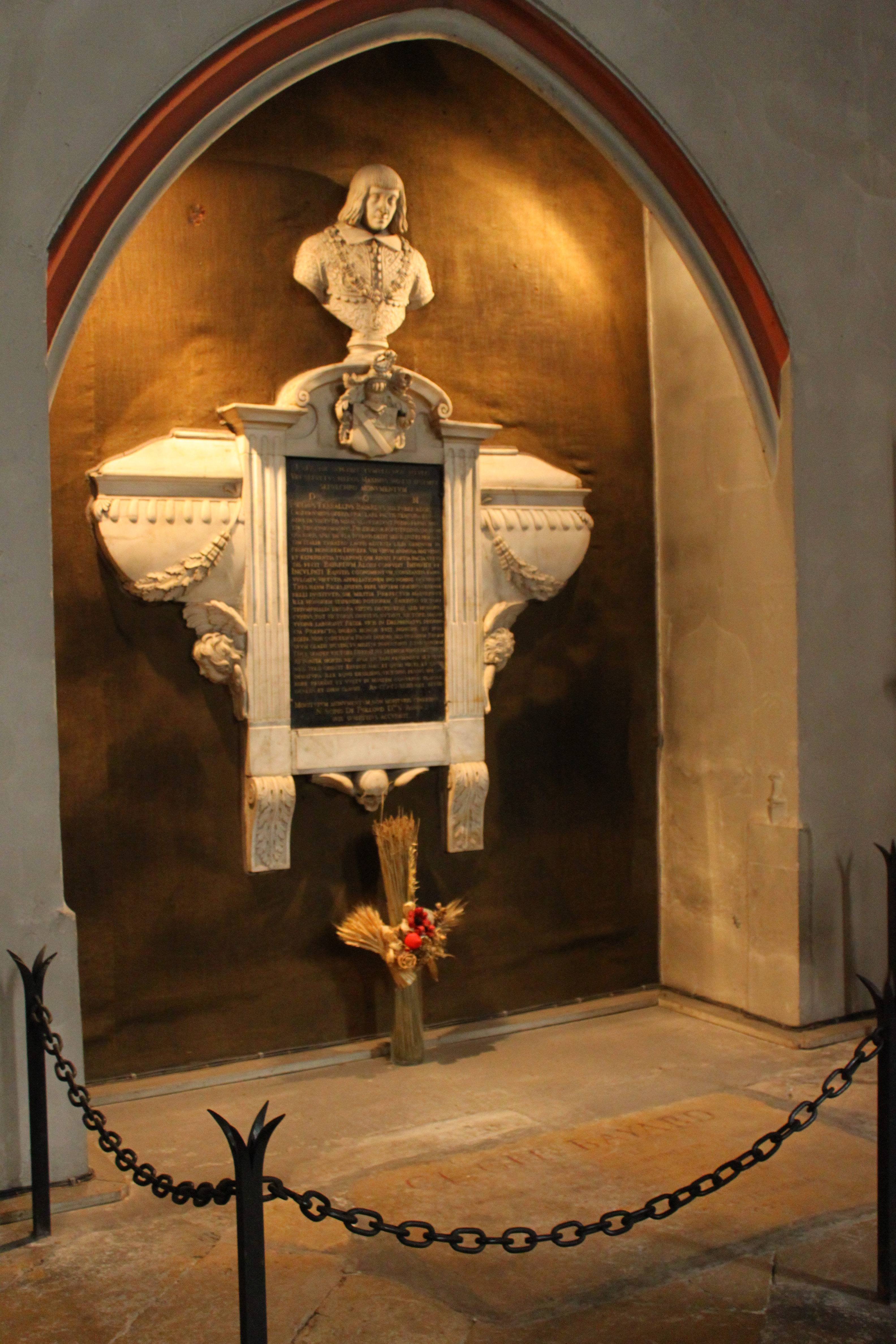
Le mausolée du chevalier Bayard.
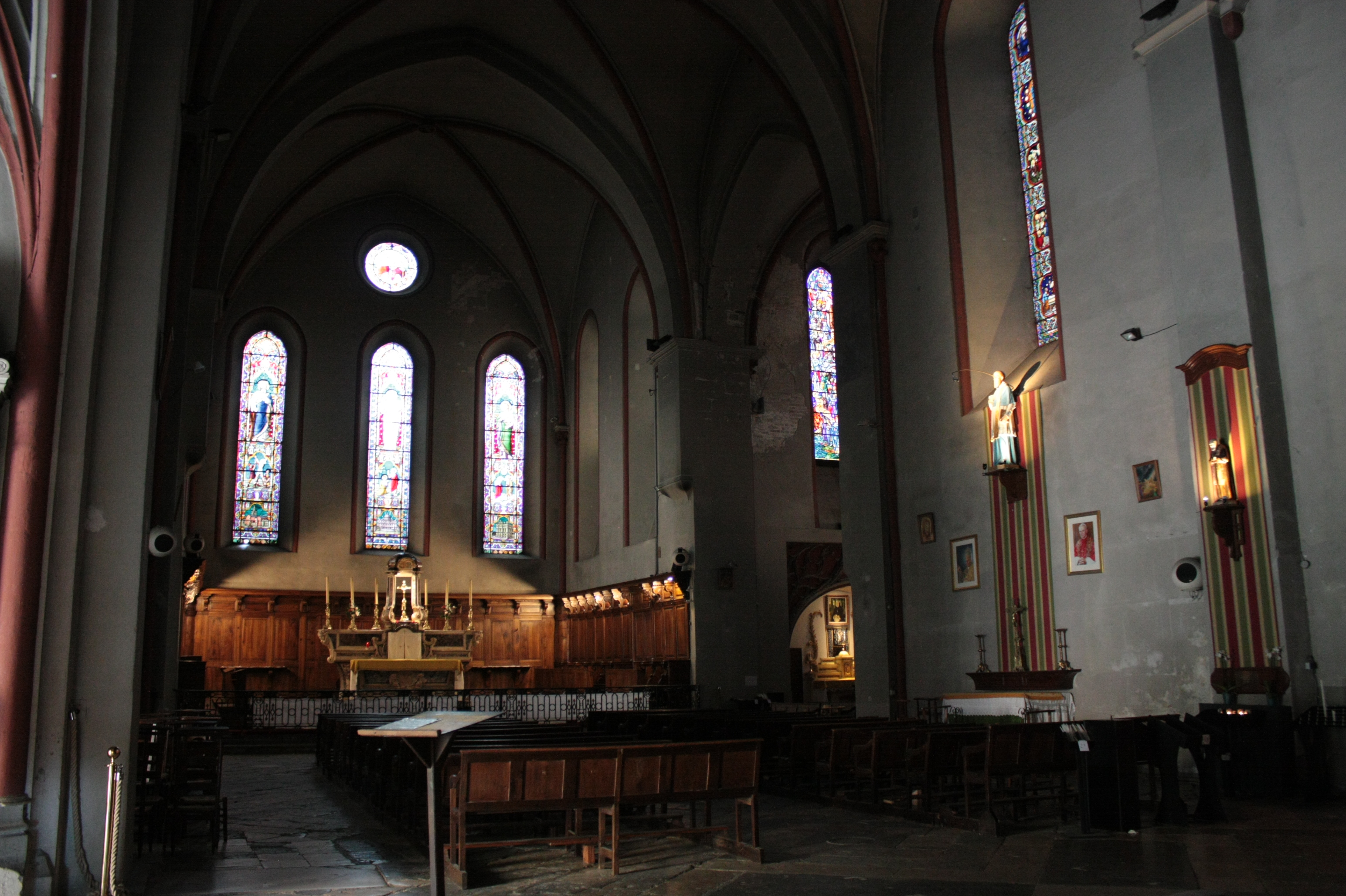
Autel et nef de la collégiale.
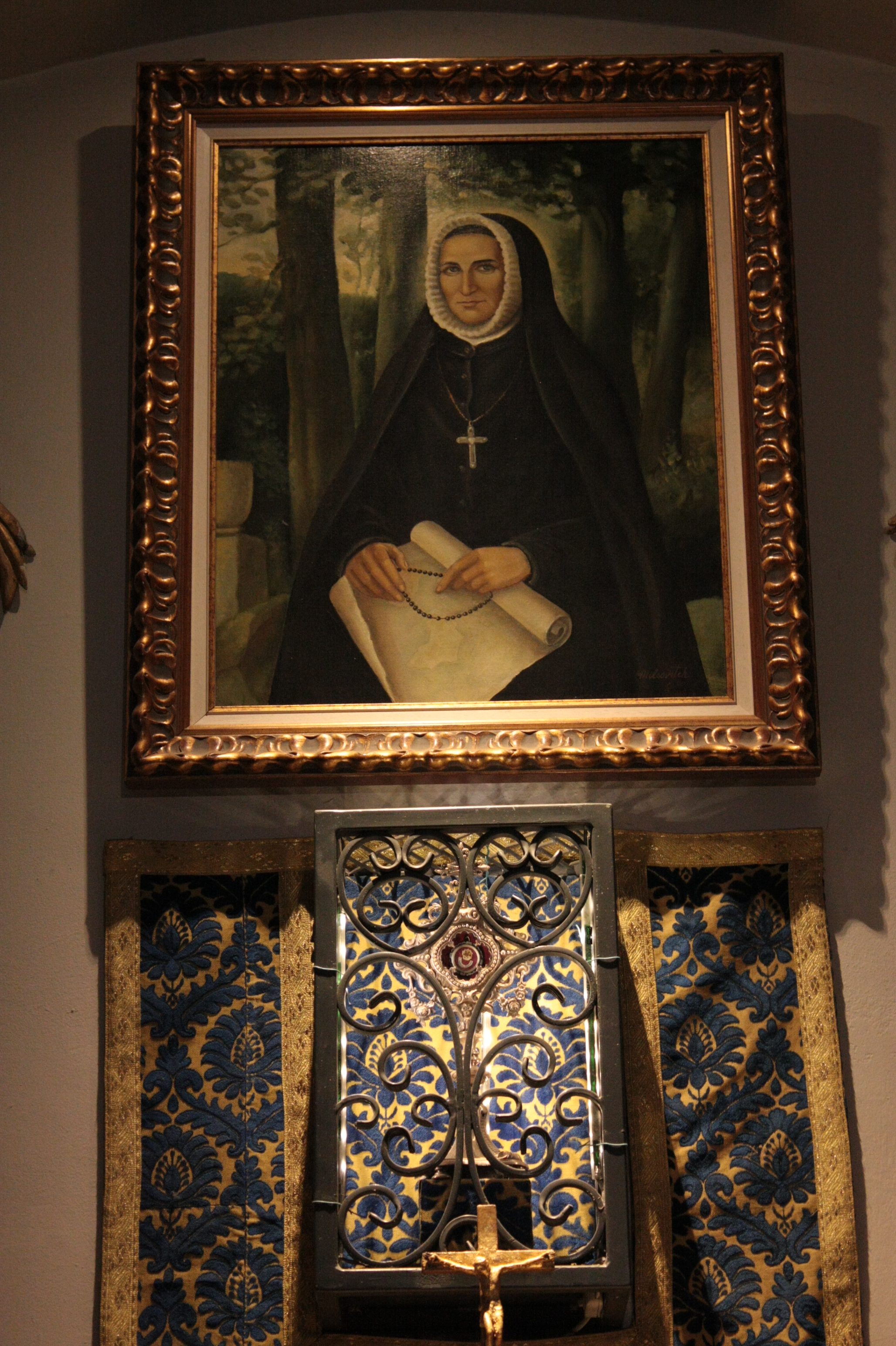
Reliquaire de sainte Rose-Philippine Duchesne.Portail ouest
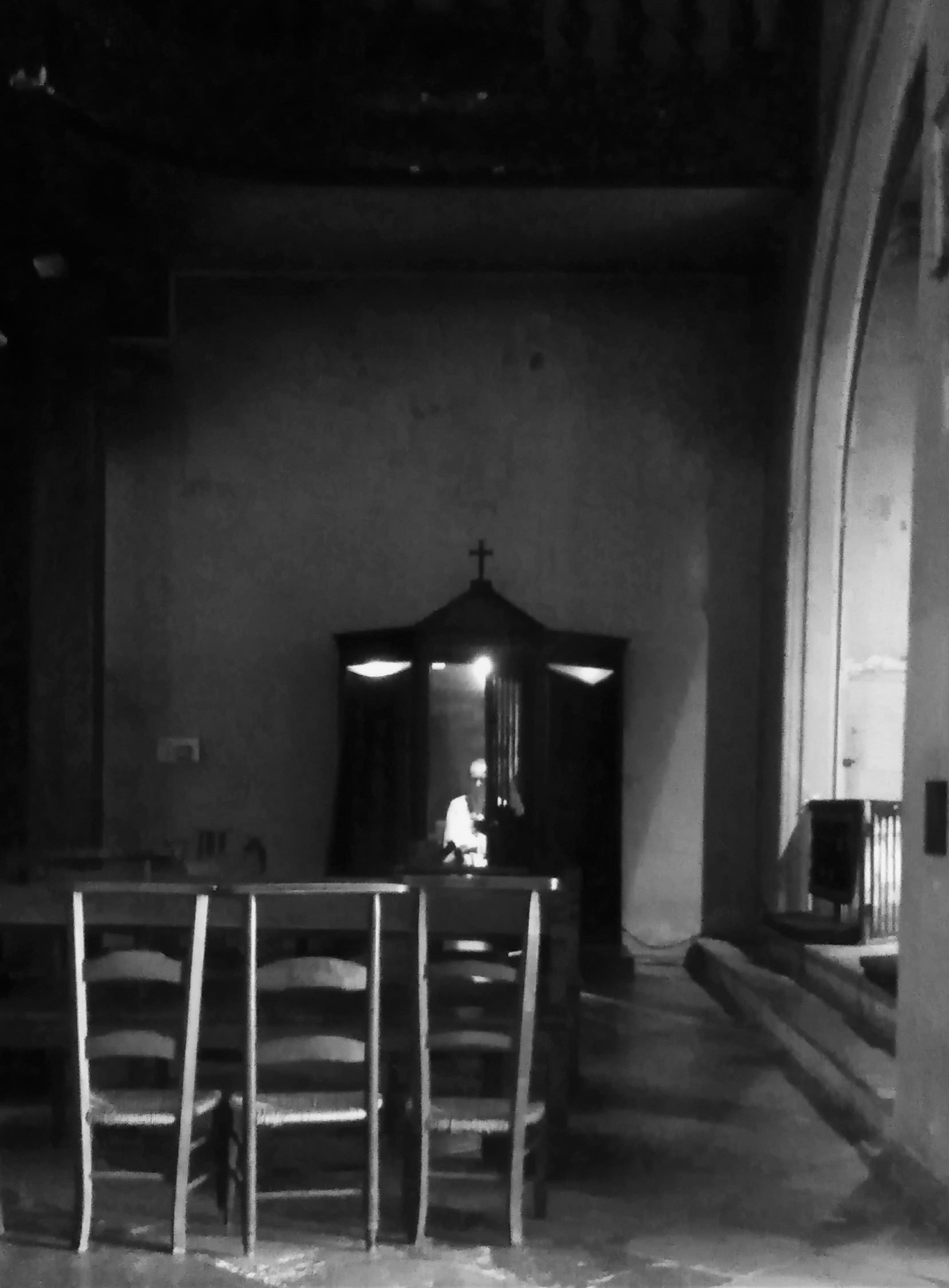
Confessionnal au fond de la collégiale.

Il est à noter que saint François de Sales (1567-1622) et saint Jean Bosco (1815-1888) ont prêché dans la collégiale et que saint Jean-Baptiste de La Salle y est venu suivre une retraite.
La collégiale est desservie de 2008 à 2017 par l'Institut du Christ Roi Souverain Prêtre, puis de 2017 à 2022 par la Fraternité Saint-Pierre, communautés qui y célèbrent selon la forme extraordinaire du rite romain. Depuis 2022, la collégiale est desservie par le clergé diocésain dans le cadre du motu proprio Traditionis custodes.

## Le clocher

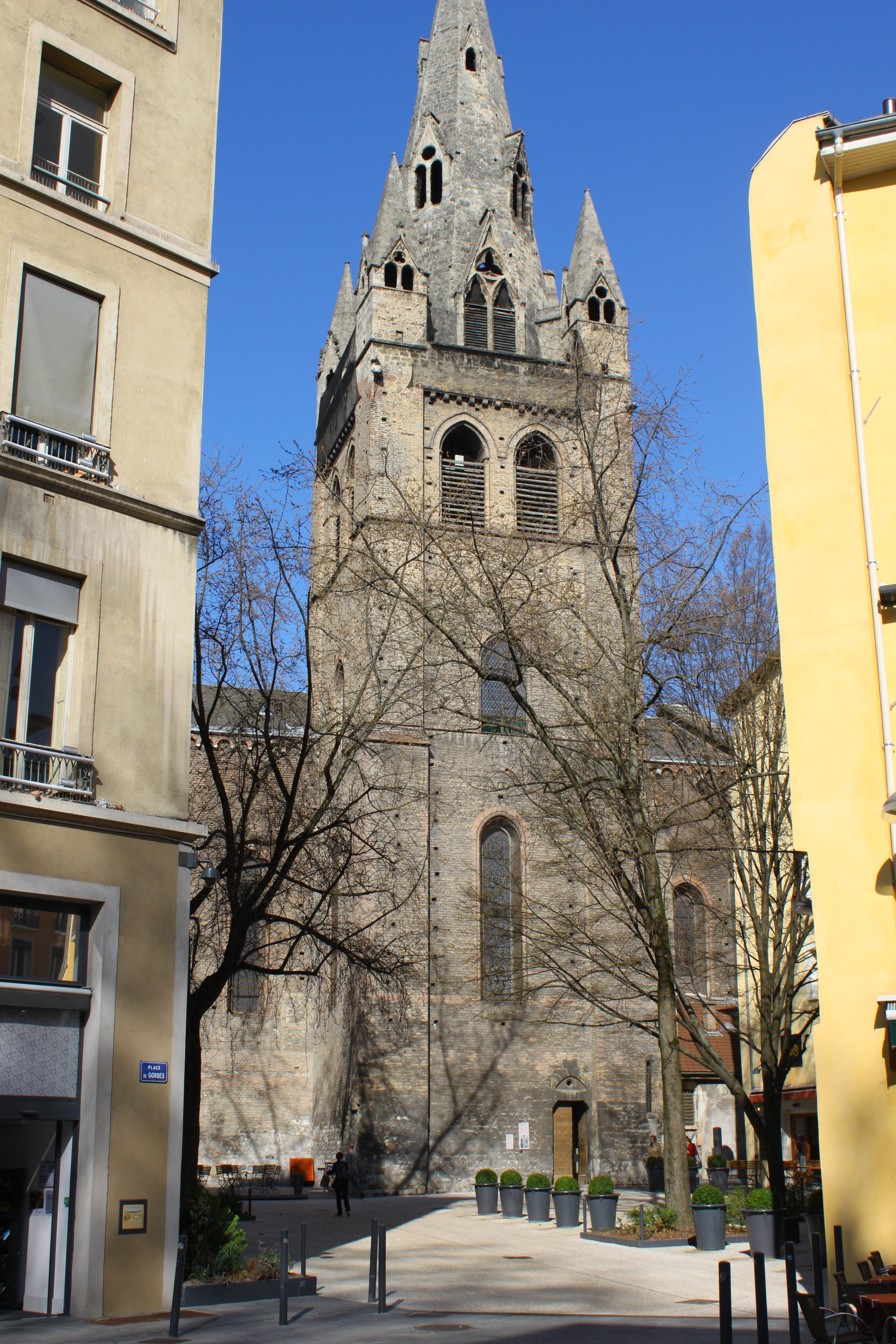
La collégiale vue depuis la place de Gordes.

Image caractéristique de la ville de Grenoble, le clocher de la collégiale se dresse avec en fond le massif de Belledonne. Haut de 56 mètres, il fut achevé à la fin du XIIIe siècle. Il contient un carillon de trois cloches. Le bourdon (do#3) fut fondu en 1693 et porte les armes du prévôt Flodoard Moret de Bourchenu. Les deux autres cloches (fa#3, mi3) datent du XIXe siècle.

## L'orgue
La première mention d'un orgue date de 1439. Le buffet actuel fut construit entre 1701 et 1704, sur une tribune édifiée en 1686. On y installa l'instrument (12 jeux, un seul clavier) conçu par le facteur lyonnais François du Fayet.
En 1748, Samson Scherrer apporte des modifications et fait passer le nombre de jeux à 24. La composition actuelle de l'orgue date de 1946. Plusieurs grands artistes s'y produisirent, dont Marcel Dupré et Gaston Litaize. Le titulaire fut pendant plus de trente ans l'organiste et compositeur Félicien Wolff.

## Protections
Elle fait l’objet d’un classement au titre des monuments historiques depuis le 27 août 2010.
Auparavant, certaines parties avaient été classées (clocher en 1908, portail occidental en 1956) et d'autres inscrites (pignon ouest et tympan en 1936, puis l’église en totalité à exception des parties classées en 2009).